# چیسووک (استان وارمی-ماسوری)
چیسووک (به لهستانی:  Cisówek) یک روستا در لهستان است که در گمینا دوبنگنکی واقع شده‌است. چیسووک ۳۴ نفر جمعیت دارد.